# Premier front uni chinois
Pour un article plus général, voir Histoire de la république de Chine.
Le terme de Premier front uni chinois désigne une alliance conclue entre 1924 et 1927 par le Kuomintang (KMT) de Sun Yat-sen avec le Parti communiste chinois (PCC), dans le but d'unifier le gouvernement de la république de Chine, alors plongé dans le désordre durant la période des seigneurs de la guerre. L'alliance se termine par une rupture violente.
Après cette période de collaboration avec les communistes, le Kuomintang affirme sa prééminence et réprime, souvent par la violence, l'opposition politique. Cette répression atteint son apogée lors du massacre de Shanghai, qui va provoquer de nombreux soulèvements communistes en réponse à la purge généralisée et le début de la guerre civile par la formation d'une guérilla armée des troupes de l'Armée rouge chinoise, ne s'achevant que deux décennies plus tard par la victoire des communistes. 
Il existera un second front uni chinois pour faire face à l'agression japonaise pendant la Seconde Guerre mondiale.

## Contexte

### Affirmation de l'identité nationale
À partir de 1912, et surtout de la mort du président Yuan Shikai en 1916, la Chine est dominée par les seigneurs de la guerre. Son économie est complètement désorganisée du fait du trafic d’opium. Durant cette période se développe un fort sentiment nationaliste, en réaction aux influences des japonais et des occidentaux.
Le mouvement pour la nouvelle culture est une démarche de rénovation de la culture nationale, surtout en matière de littérature. Celui-ci naît sous l'impulsion de certains intellectuels : écriture en baihua (白话 chinois oral), écritures d’œuvres de fiction (Le journal d’un fou de Lu Xun), traductions de textes occidentaux…

### Mouvement du 4 mai

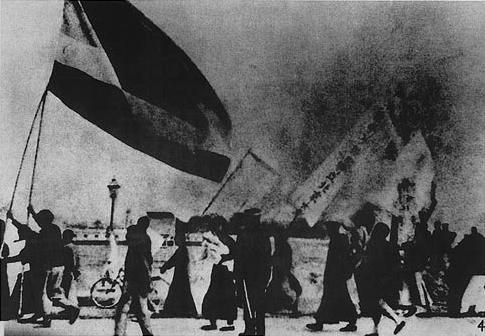
Manifestations du 4 mai.

Les étudiants de Pékin apprennent que les discussions de la conférence de la paix, qui aboutit au traité de Versailles, ont programmé de céder au Japon les anciennes possessions allemandes de la province du Shandong au lieu de les restituer à la Chine. Après l'épisode des vingt et une demandes, cette nouvelle apparaît comme une nouvelle reculade du gouvernement chinois. En 1919, une grande manifestation a lieu dans les rues de Pékin.
En 1921, Sun Yat-sen fonde à Canton, dans le sud de la Chine, un gouvernement militaire auto-proclamé, dont il est le président et généralissime, et revendique l'autorité sur l'ensemble de la République face à l'arbitraire et au désordre qui règnent au nord, où l'autorité du gouvernement de Pékin est disputée entre différentes factions de seigneurs de la guerre. Les pays occidentaux n'apportant aucune aide à Sun Yat-sen, ce dernier se tourne vers l'Union soviétique. En 1923, le régime communiste s'allie au Kuomintang pour l'aider à devenir un mouvement révolutionnaire d'envergure. Mikhaïl Borodine, agent du Komintern, devient un collaborateur de Sun Yat-sen.

### Fondation du parti communiste

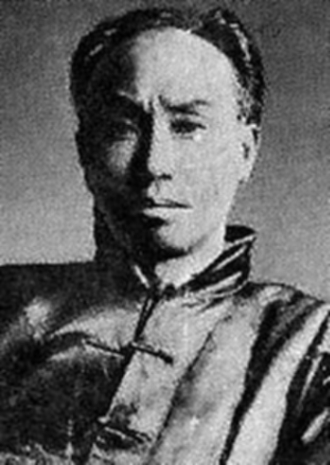
Chen Duxiu.

Le 1er juillet 1921, le Parti communiste chinois (PCC), membre du Komintern, est officiellement fondé. Parmi ses dirigeants figurent Chen Duxiu, premier secrétaire général du Parti communiste chinois, Zhang Guotao et Li Dazhao ont un rôle clef lors de fondation du parti. Mao Zedong qui participe également à ce premier congrès, n'est pas alors un personnage de premier plan.
Entre novembre 1921 et février 1922, la conférence de Washington apparaît comme l'occasion de revenir sur les négociations de Versailles. Au cours de cette conférence, la Chine tente de récupérer ses deux provinces[précision nécessaire], mais seules les zones d’influence y sont abolies. Les Soviétiques, qui ne participent pas à la conférence, renoncent à leurs privilèges en Chine.

## Le premier front uni (1924-1927)

### La stratégie du front uni
En septembre 1923, les nationalistes du Kuomintang (Sun Yat-sen) et les communistes concluent une alliance pour lutter contre les différentes factions de seigneurs de la guerre désignées sous l'appellation commune de gouvernement de Beiyang. Les communistes chinois, qui ne comptent alors qu'un nombre réduit de membres, bénéficient du rapprochement des nationalistes avec les Soviétiques, un délégué du Komintern assistant à la conclusion de l'alliance. En janvier 1924, le Kuomintang accepte dans ses statuts le principe de la double appartenance : les membres du Parti communiste, sur le conseil des Soviétiques, intègrent alors le Kuomintang tout en restant membres du PCC. En avril 1924, les Soviétiques aident à la création de l'académie militaire de Huangpu, qui forme une élite militaire chinoise et constitue l'embryon d'une future armée pouvant aider à la reconquête du pays. Tchang Kaï-chek, devenu directeur de l'académie après une période de formation militaire en Union soviétique, apparaît progressivement comme une figure de premier plan.

### Essor des luttes sociales
Les ouvriers chinois commencent à s’organiser. Des grèves éclatent dans les usines et en mai 1925 est fondée la fédération des syndicats de Chine. Parallèlement, les paysans s'organisent, notamment dans le Guangdong. En juin 1926, on trouve des unions paysannes dans douze provinces chinoises, regroupant au total près de un million de membres.
À partir de 1925, se déclenche le mouvement du 30 mai, mouvement de grèves générales et de manifestations contre l'impérialisme occidental et les seigneurs de la guerre chinois (dénoncés comme des agents de l'Occident). Ce mouvement était déclenché à la fois par l'émotion née de la mort de Sun Yat-sen le 12 mars 1925 et par la répression brutale d'une manifestation, le 30 mai 1925, dans les concessions internationales de Shanghai.

### Les divisions du Kuomintang

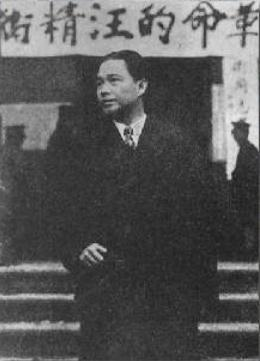
Wang Jingwei.

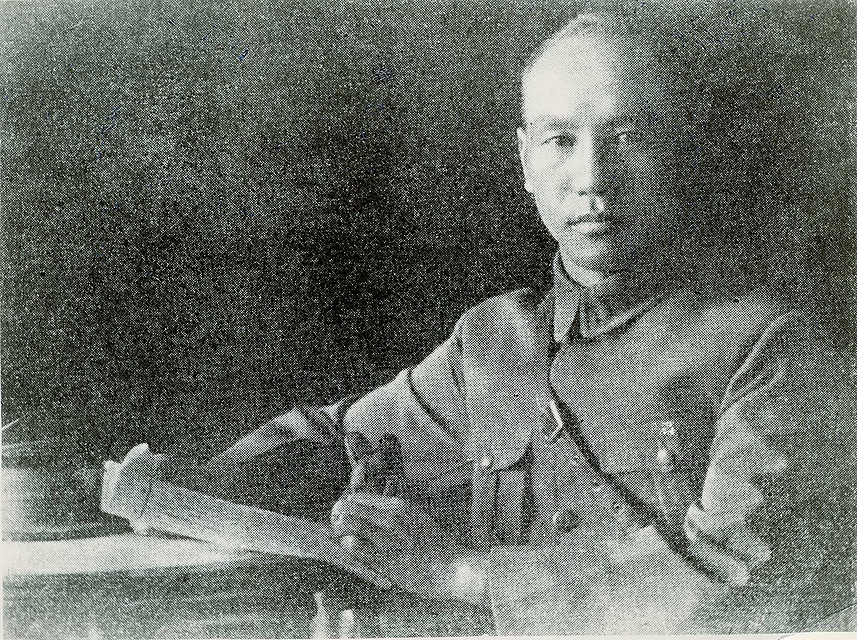
Tchang Kaï-chek.

Si Wang Jingwei revendique l'héritage politique de Sun Yat-sen, le parti se divise nettement en deux grandes tendances : la gauche du parti, menée notamment par Wang Jingwei, penche pour le maintien de l'alliance avec les communistes, tandis que la droite, représentée notamment par Hu Hanmin et Tchang Kaï-chek, répudie les principes de la lutte des classes. En mars 1926, dénonçant une tentative d'enlèvement contre lui, Tchang Kaï-chek réalise un coup de force à Canton, déclarant la loi martiale, congédiant ses conseillers soviétiques et limitant la possibilité pour les membres du Parti communiste de participer à la direction du Kuomintang. Chef militaire du parti, Tchang Kaï-chek s'impose comme le dirigeant de fait du Kuomintang.

### L’expédition contre le nord et la montée en puissance des communistes
Le 9 juillet 1926, l'Armée nationale révolutionnaire, mise sur pied par le Kuomintang et dirigée par Tchang Kaï-chek, lance l'expédition armée contre les seigneurs de la guerre du nord, qui tiennent toujours notamment la région de Pékin. Le Komintern, espérant toujours favoriser le maintien de l'alliance entre le KMT et le PCC, demande aux communistes chinois de soutenir l'expédition. La population chinoise accueille favorablement l'expédition, qui promet enfin de ramener de l'ordre dans le pays : le Parti communiste chinois, qui participe au mouvement, connaît un afflux de militants, grâce notamment au développement des revendications sociales des ouvriers et paysans.

### Fin du front uni et début de la guerre civile
Au début de 1927, Wang Jingwei, partisan du maintien de l'alliance avec les communistes, déplace le gouvernement à Wuhan pour lutter contre l'influence de Tchang Kaï-chek. En mars 1927, les ouvriers de Shanghai, mobilisés par les communistes, prennent le contrôle de la ville face aux factions locales des seigneurs de la guerre, avant même l'arrivée des troupes nationalistes.
Tchang Kaï-chek, arrivé à Shanghai, est inquiet de l'influence grandissante des communistes. Le 12 avril, il déclenche contre eux une sanglante répression à Shanghai avec l'aide de la pègre locale. Indifférent aux protestations de l'aile gauche du Kuomintang, Tchang déclenche la purge généralisée du Kuomintang et fonde à Nankin un gouvernement national qui contrôle le sud du pays. La rupture entre la gauche et la droite est consommée.
Les communistes, alliés à l’aile gauche du Kuomintang maintiennent un temps le front uni. Mais le gouvernement de Wang Jingwei, qui n'a pas les moyens de lutter contre celui de Tchang Kaï-chek, finit par se rallier à Tchang et se met, dès juillet, à réprimer lui aussi les communistes. Les soulèvements des communistes chinois se multiplient : le 1er août, le soulèvement de Nanchang voit la rébellion de troupes fidèles aux communistes ; en septembre, Mao Zedong mène le Soulèvement de la récolte d'automne dans le Hunan et le Jiangxi ; le 11 décembre 1927, les communistes déclenchent une insurrection à Canton, rapidement écrasée dans le sang. La guerre civile chinoise a commencé : elle ne connaîtra de pause qu'avec la constitution du deuxième front uni contre l'agression de l'empire du Japon.